# Коромисло клапана

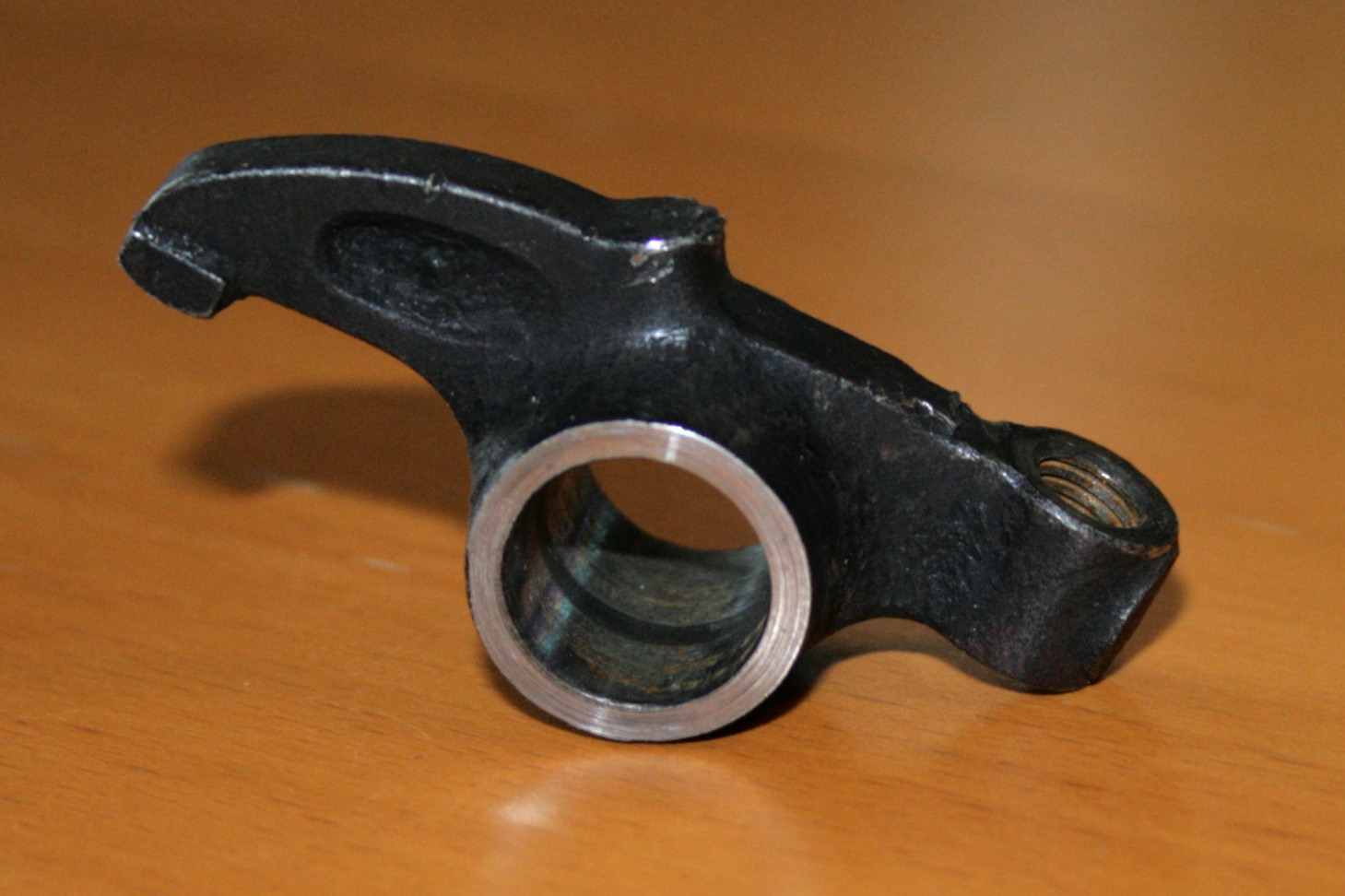
Коромисло клапана

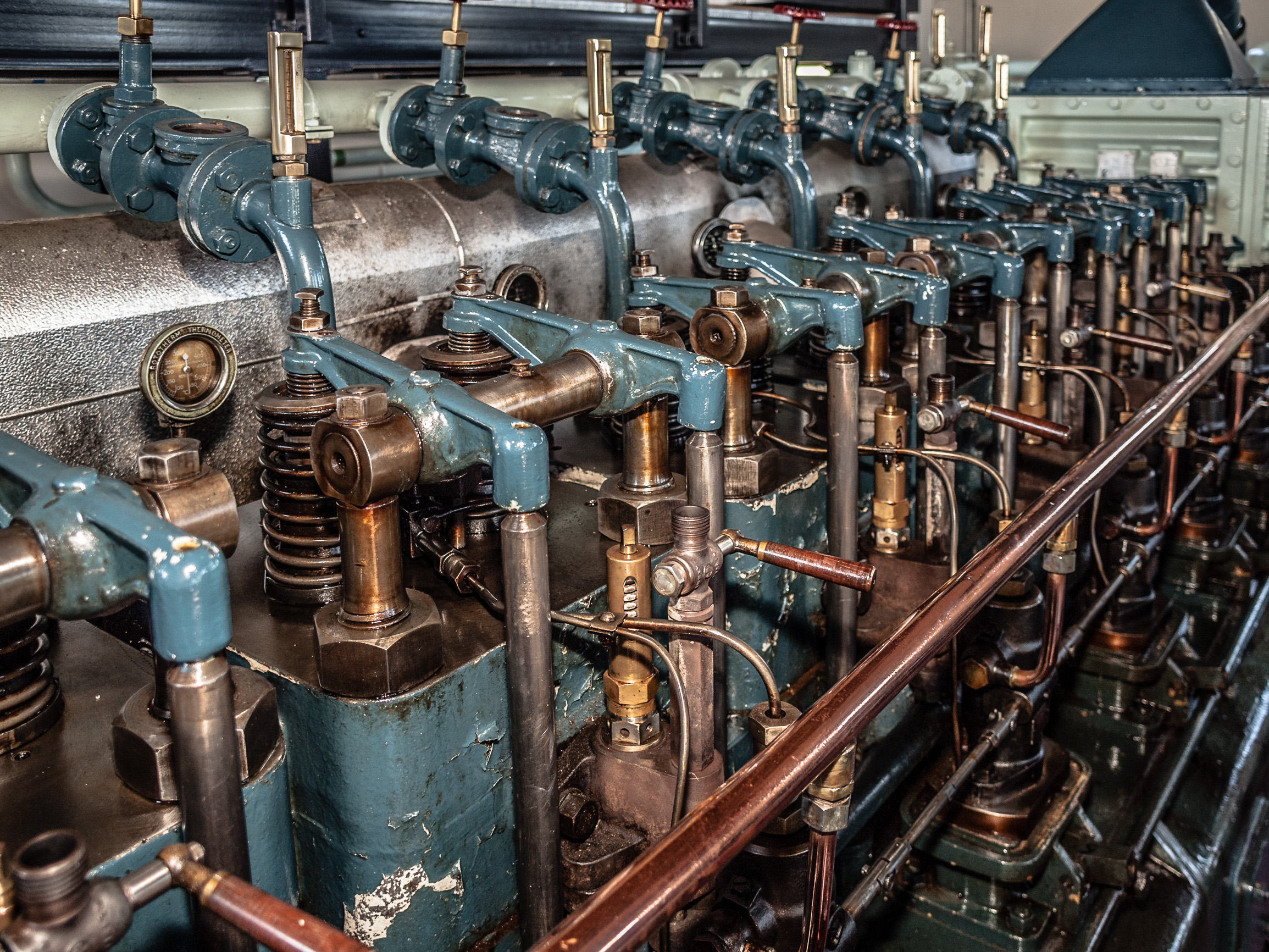
Коромисла клапанів (деталі блакитного кольору на передньому плані) багатоциліндрового дизельного двигуна

Коро́мисло кла́пана (англ. rocker arm) — двоплечий важіль з відношенням плечей у діапазоні 1,3…2,0. Таке відношення плечей коромисла дозволяє при порівняно невеликому русі штовхача забезпечити необхідний хід клапана при його відкриванні.

## Використання
Коромисла клапанів у механізмах газорозподілу типу OHV (англ. OverHead Valve) поршневих двигунів внутрішнього згоряння передають зусилля між штангами і клапанами. Їх виготовляють штампуванням або відливанням методом точного лиття з вуглецевої сталі а також, методом лиття з ковкого чавуну.

## Конструктивні особливості
На короткому плечі коромисла є отвір з наріззю, куди загвинчується гвинт і регулюється таким чином величина теплового зазору. Відносно корпуса коромисла гвинт фіксується контргайкою. Довге плече коромисла закінчується бойком, яким коромисло натискує на стержень клапана. Поверхня бойка ширша від іншої частини коромисла. Робочу поверхню бойка для зменшення зношування загартовують, шліфують й полірують. В середній частині коромисла є отвір для встановлення його на валик коромисел, в цей отвір запресовується бронзова втулка.
Головка регулювального гвинта загартована і має сферичну заглибину або кулясту форму для відповідного наконечника штанги. З боку різьбового торця у гвинті є проріз для викрутки, а в середині болта — канал і проточка для підведення масла до наконечника штанги.
Коромисла встановлюють на осі коромисел, яку виконують у вигляді пустотілого валика. Валик на стояках кріпиться до головки блока циліндрів. Від поздовжнього переміщення на валику коромисла фіксуються розтискними пружинами, поздовжнє переміщення валика відносно стояків обмежується стопорними кільцями.